# Castelfranc
Castelfranc ist eine französische Gemeinde mit 425 Einwohnern (Stand 1. Januar 2022) im Département Lot in der Region Okzitanien (vor 2016: Midi-Pyrénées). Die Gemeinde gehört zum Arrondissement Cahors und zum Kanton Luzech.
Der Anfang des Namens der Gemeinde „Castel“ verweist auf ein früheres castellum, eine Festung aus Holz oder aus Stein. Die Endung „Franc“ hat die Bedeutung des Mittelalters „frei“. Dieses Adjektiv wurde im Mittelalter an Dörfer verliehen, die von königlichen oder religiösen Autoritäten gegründet wurden. Um neue Bewohner zu gewinnen, wurden besondere Privilegien vergeben oder Befreiungen von Steuern oder Abgaben in Aussicht gestellt.
Die Einwohner werden Castelfrancois und Castelfrancoises genannt.

## Geographie
Castelfranc liegt circa 18 Kilometer westnordwestlich von Cahors in der historischen Provinz Quercy.
Umgeben wird Castelfranc von den sechs Nachbargemeinden:
|          | Les Junies                                  | Labastide-du-Vert |
| Prayssac | Kompassrose, die auf Nachbargemeinden zeigt | Luzech            |
|          | Anglars-Juillac                             | Albas             |

Castelfranc liegt im Einzugsgebiet des Flusses Garonne am rechten Ufer des Lot. Einer seiner Nebenflüsse, der Vert, durchquert das Gebiet der Gemeinde zusammen mit seinem Nebenfluss, der Masse.

## Geschichte
Castelfranc wurde am Ende des 12. Jahrhunderts auf Initiative der Bischöfe von Cahors als Bastide gegründet, um die Täler des Vert und der Masse zu verteidigen.

## Einwohnerentwicklung
Nach Beginn der Aufzeichnungen stieg die Einwohnerzahl bis zur ersten Hälfte des 19. Jahrhunderts auf einen Höchststand von 855. In der Folgezeit sank die Größe der Gemeinde bei kurzen Erholungsphasen bis zu den 1980er Jahren auf rund 315 Einwohner, bevor sich eine Wachstumsphase einstellte, die die Zahl der Einwohner auf ein Niveau von rund 400 Einwohnern stabilisierte.
| Jahr      | 1962 | 1968 | 1975 | 1982 | 1990 | 1999 | 2006 | 2011 | 2022 |
| --------- | ---- | ---- | ---- | ---- | ---- | ---- | ---- | ---- | ---- |
| Einwohner | 361  | 356  | 341  | 317  | 365  | 413  | 422  | 392  | 425  |

## Sehenswürdigkeiten

### PfarrkircheNotre-Dame

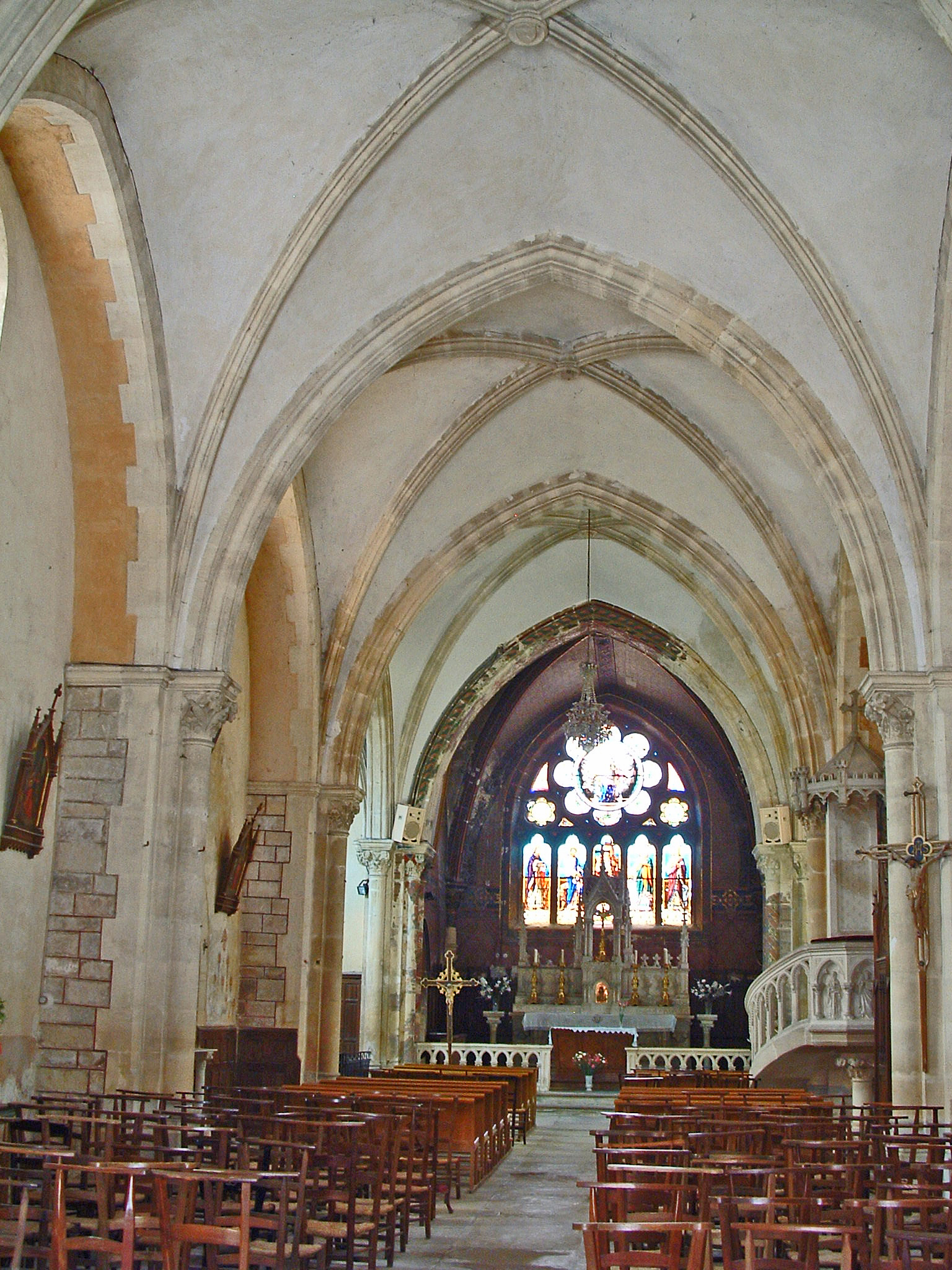
Blick im Langhaus auf den Altarraum

Die Kirche wurde vermutlich wenig später als die Gründung der Bastide in der Mitte des 13. Jahrhunderts errichtet worden. Die bildhauerische Bearbeitung der schmucklosen Kapitelle am Eingangsportal lässt es auf die Jahre 1260 bis 1270 datieren. Die sich in der Fassade über dem Portal befindliche Fensterrose ist vermutlich nicht früher als 1280 bis 1290 entstanden sein, denn ihr Muster entspricht dem der Kathedrale von Cahors. Während die Apsis der gleichen Bautätigkeit entsprang, wurde das Langhaus fast vollständig im 19. Jahrhundert neu gebaut. Die Kirche befindet sich an der Ecke des zentralen Platzes gemäß dem Plan einer Bastide in einem Häuserblock und hält mit ihm eine Nordost-Südwest-Orientierung ein. Die Westfassade wird durch zwei breite, aber dünne Stützpfeiler eingerahmt. Sie läuft nach oben in einen Glockengiebel mit vier Aussparungen für die Glocken aus, dessen seitliche Dachaufbauten von Konsole getragen werden und dem Giebel somit einen defensives Aussehen verleihen. Ein polygonaler Treppenturm an der Nordseite erlaubt den Zugang. Die viereckige Apsis trägt einen Glockenturm, der nur ein Geschoss höher ist. Er besitzt Stützpfeiler an seinen äußeren Ecken. Die Apsis ist mit einem Kreuzrippengewölbe mit farbig bemalten Rippen ausgestattet. Auf den Innenwänden sind über dem Wandschrank ein Vierpass und das schwarze Band einer litre funéraire auf dem Stein aufgemalt zu erkennen. An der Südseite des einschiffigen Langhauses schließt sich eine schmale Seitenkapelle an, die zusammen mit einer polygonalen Kapelle mit strahlenförmig angeordneten Stützpfeilern an der Nordseite ein falsches Querschiff bildet. Die Kapitelle des Eingangsportals sind links mit kleinen menschlichen Köpfen, rechts mit Blumen und Blättern mit einem einfachen Muster verziert. Der Schlussstein der Apsis trägt das Zeichen des Agnus Dei. Die Westfassade der Kirche ist seit dem 20. November 1920 als Monument historique klassifiziert.
Eine große Zahl von Ausstattungsgegenständen aus dem 15. bis 18. Jahrhundert sind als Monument historique der beweglichen Güter eingeschrieben.

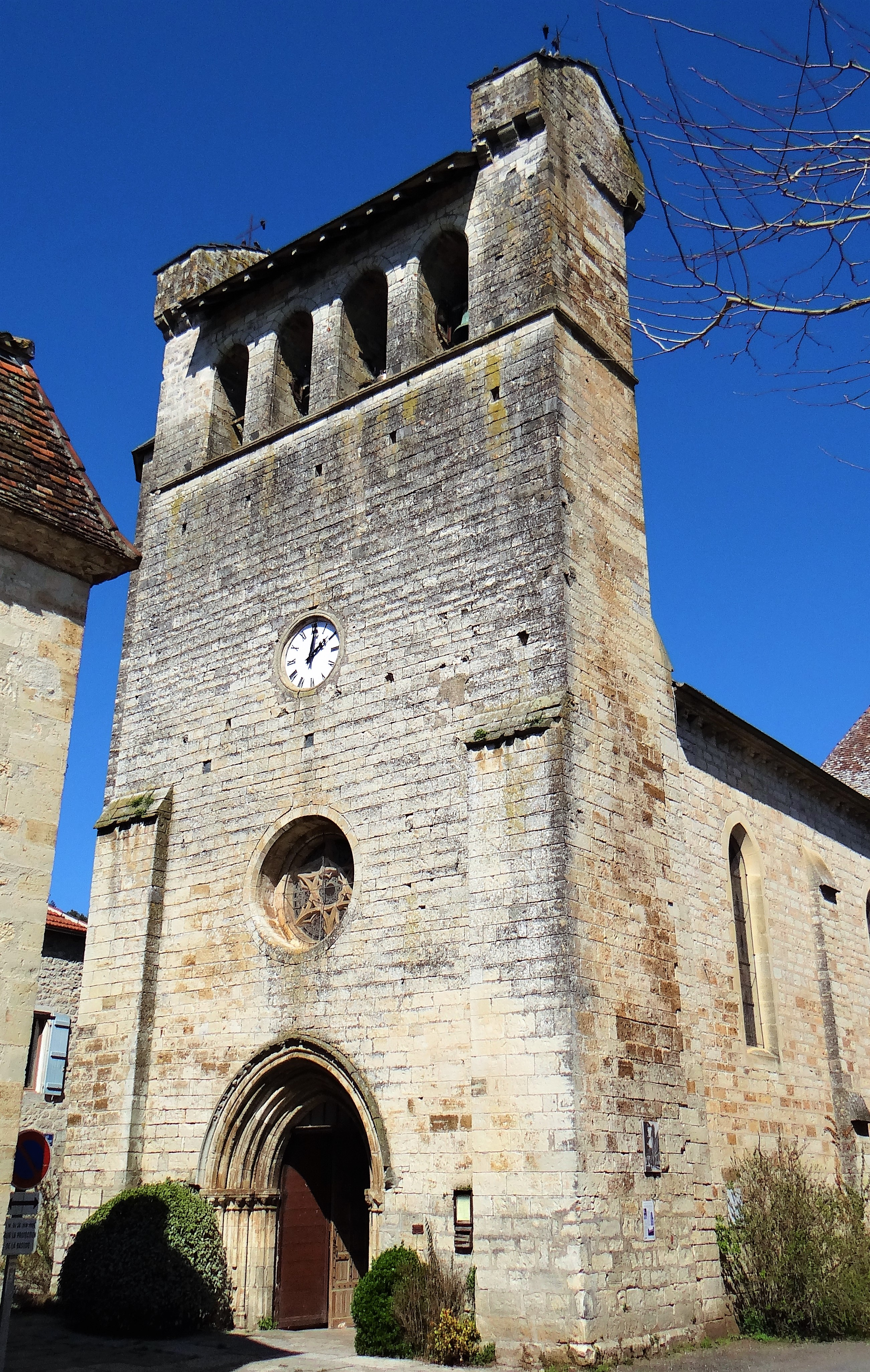
Pfarrkirche Notre-Dame, Westfassade
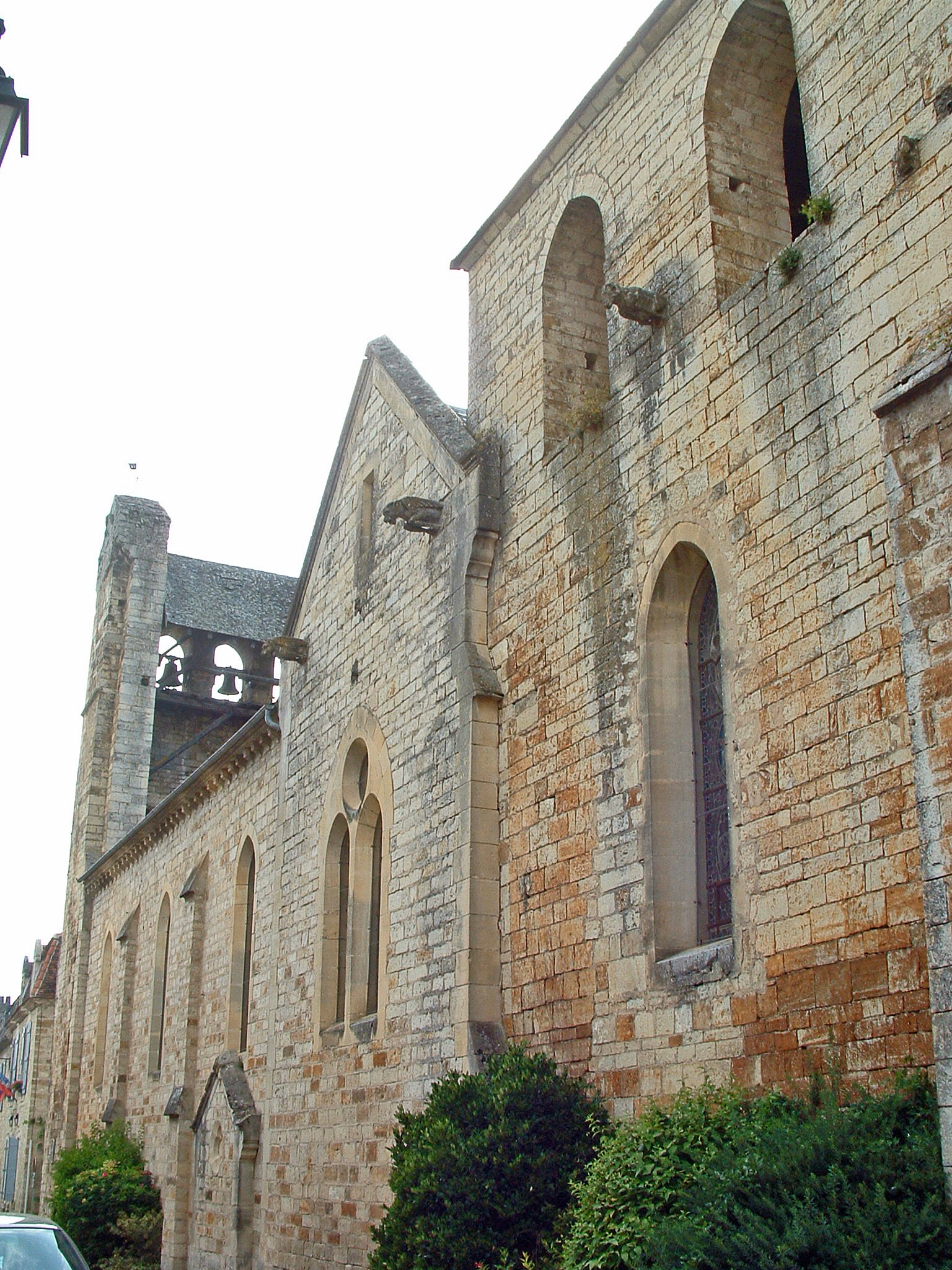
Südostfassade
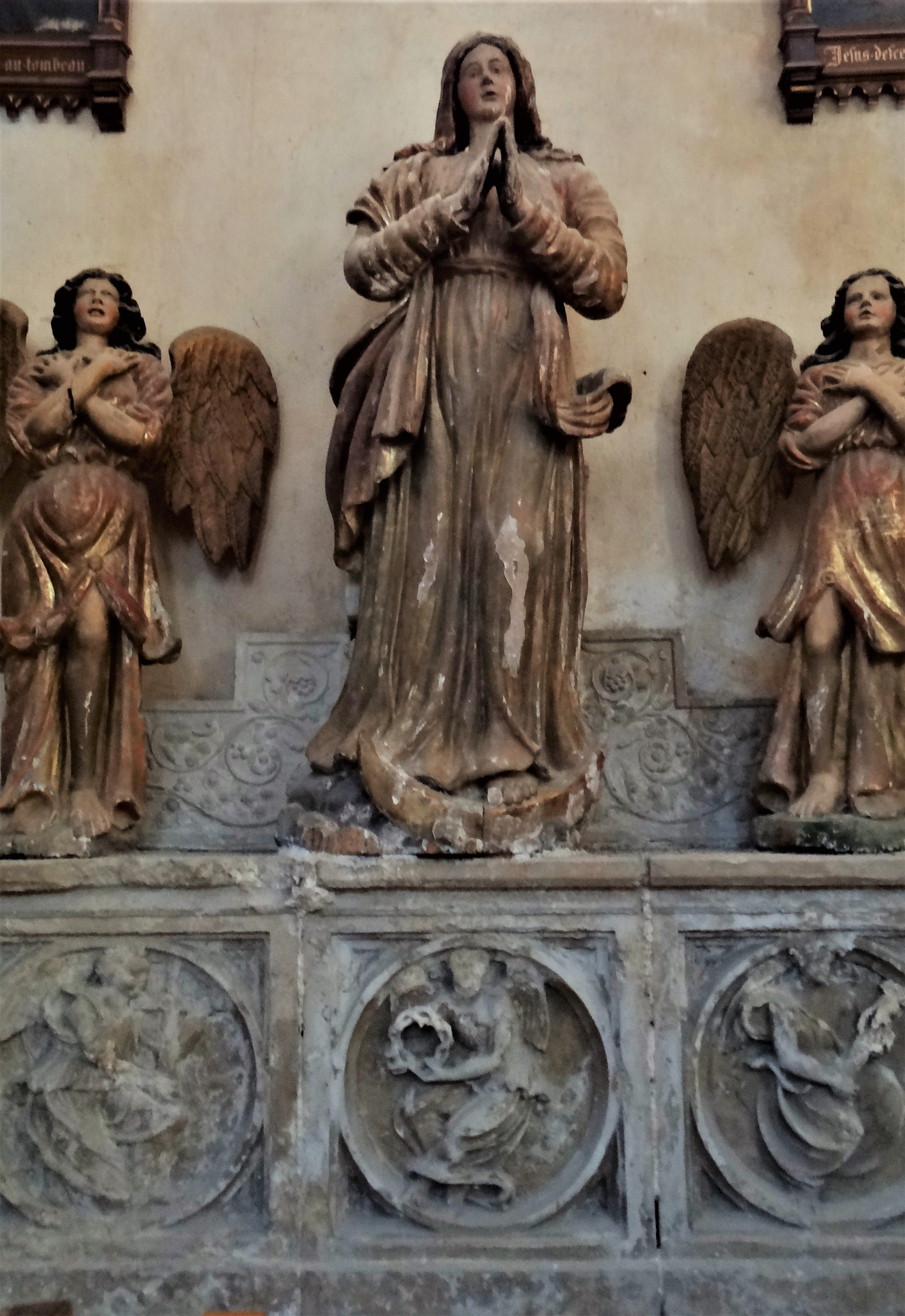
Marienstatue mit zwei Engeln
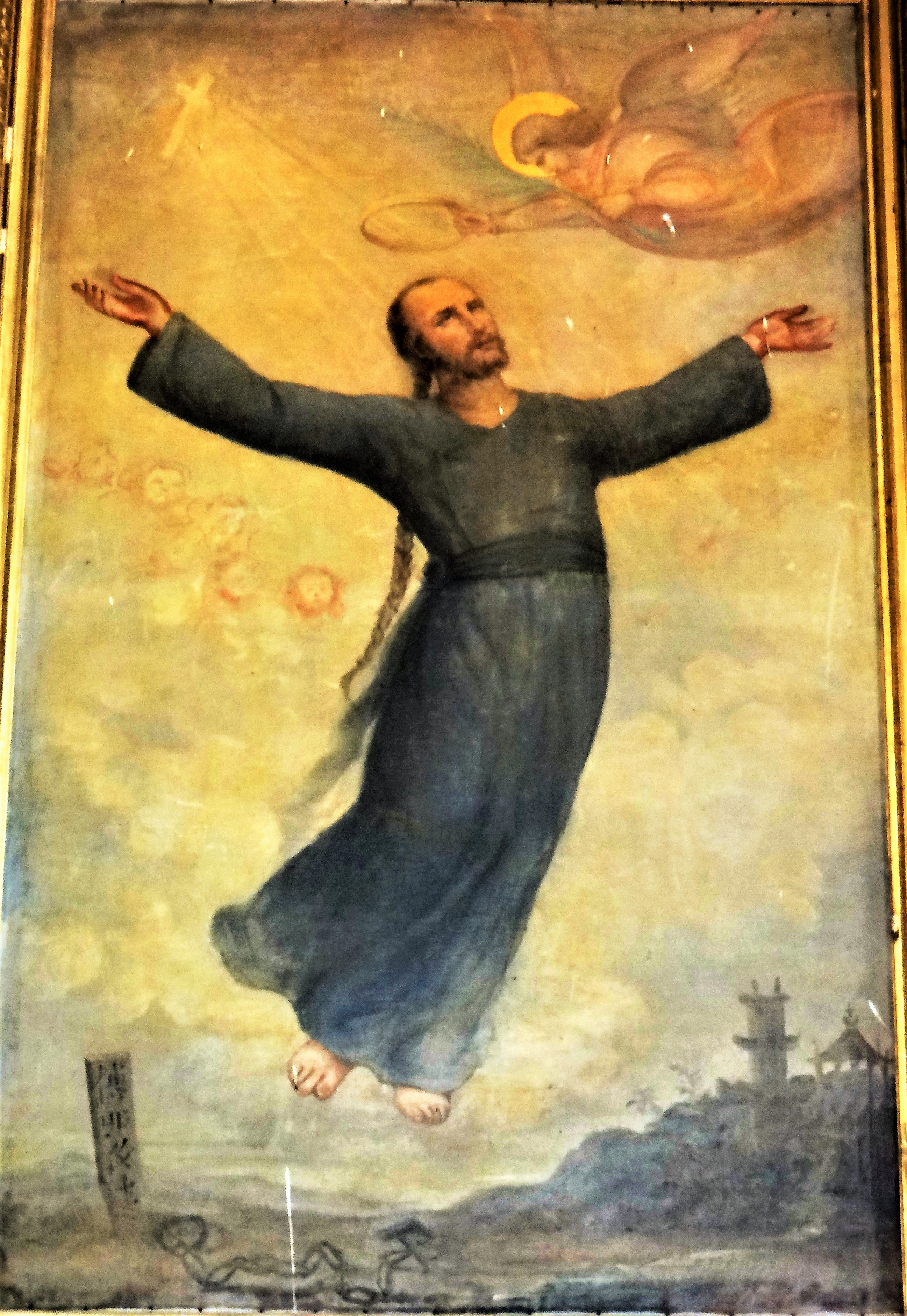
Ölgemälde mit der Darstellung von der Himmelfahrt des Johannes Gabriel Perboyre

### Dolmen
Auf dem Gebiet der Gemeinde befinden sich zahlreiche Dolmen, darunter der Dolmen Los-Très-Peyros, auch Dolmen Le Causse de Cousis genannt, und der Dolmen Le Pech de Roquebert.

## Wirtschaft und Infrastruktur
Castelfranc liegt in den Zonen AOC
- des Blauschimmelkäses Bleu des Causses,
- des Cahors-Weins,
- des Rocamadour, eines Käses aus Ziegenmilch,
- der Noix du Périgord, der Walnüsse des Périgord, und
- des Nussöls des Périgord.[9]

### Bildung
Die Gemeinde verfügt über eine öffentliche Grundschule.

### Sport und Freizeit
Der GR 36, ein Fernwanderweg von Ouistreham im Département Calvados nach Bourg-Madame im Département Pyrénées-Orientales, durchquert das Gebiet der Gemeinde.

### Verkehr
Castelfranc ist erreichbar über die Routes départementales 9, 37, 45, 50 und 811, die ehemalige Route nationale 111.
Außerdem ist die Gemeinde über eine Linie des Busnetzes Lignes intermodales d’Occitanie von Cahors nach Monsempron-Libos mit anderen Gemeinden des Départements verbunden.

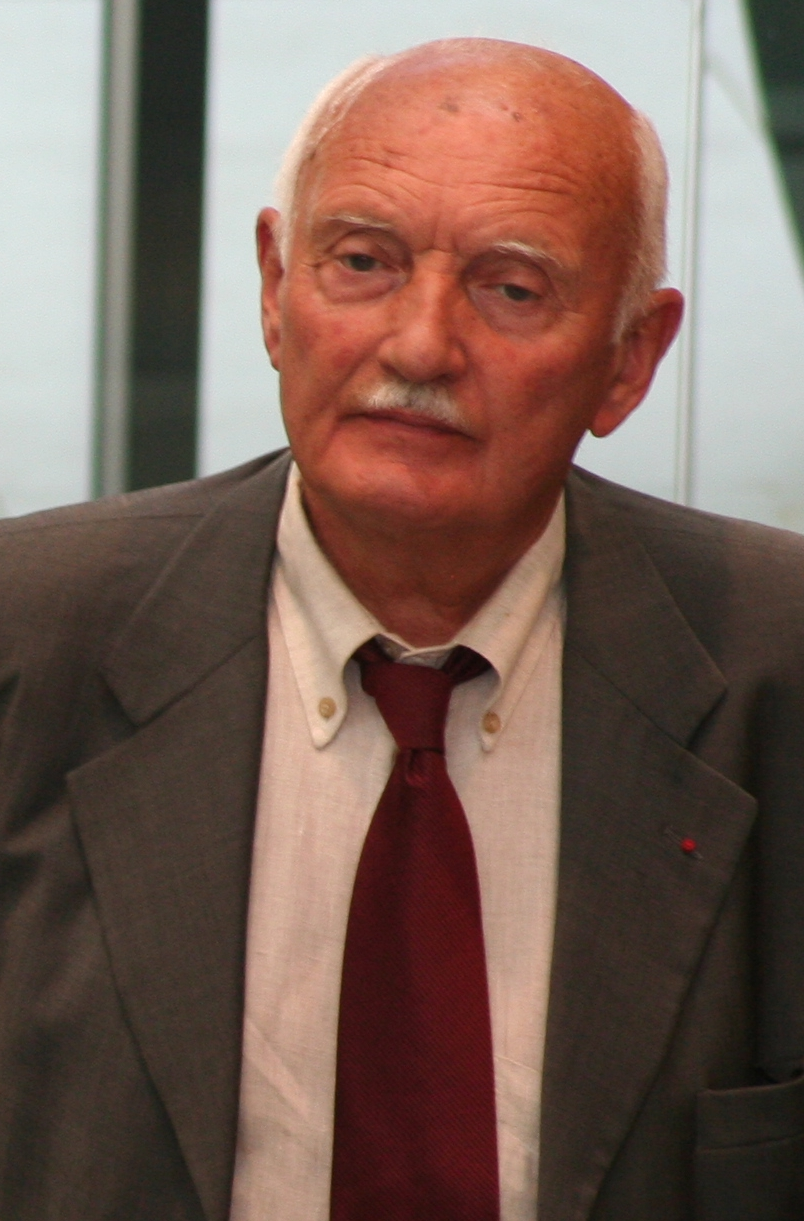
Jean Milhau im Jahre 2008

## Persönlichkeiten
- Jean Lavayssière, geboren am 23. November 1821 in Castelfranc, gestorben am 4. Juli 1892 in Castelfranc, war Sergeant des achten Jägerbataillons und einer der wenigen französischen Soldaten, die die Schlacht bei Sidi Brahim im Jahre 1845 überlebten.[13][14]

- Raoul Pierre Émile Combes, geboren am 15. Januar 1883 in Castelfranc, gestorben am 27. Februar 1964 in Paris, war Botaniker.

- Jean Milhau, geboren am 18. Dezember 1929 in Castelfranc, ist Apotheker und französischer Politiker der Parti radical de gauche. Er war unter anderem von 1994 bis 2004 Präsident des Départementrats des Départements und von 2008 bis 2011 Mitglied des französischen Senats.[15][16]